# Caleta Chañaral
La Caleta Chañaral y su poblado interior Chañaral de Aceituno, se ubican en el extremo suroeste de la comuna de Freirina. Frente a la caleta se encuentra la Isla Chañaral, desde la cual es posible apreciar, en ciertos períodos del año, diferentes grupos de delfines.

## Historia
Por mucho tiempo esta localidad fue poblada por los changos.
En la época colonial prehispánica, se producía el aceite de oliva y aceitunas en esta localidad, los cuales habían sido traídos por los mismos españoles quienes conquistaron la zona en el siglo XVIII. En 1970, la zona creció debido a embarcaciones destinadas a conseguir locos, lapas y jaivas.
En 1993 se creó el sindicato de buzos mariscadores y pescadores de la Caleta Chañaral, que buscaba la explotación de recursos del mar.

## Turismo
Los delfines nariz de botella (los más inteligentes de su especie), permanecen en un mismo lugar, en un radio aproximado de un kilómetro, el cual raramente abandonan.

## Economía
Al interior de Caleta Chañaral, en el sector de Chañaral de Aceituno, viven algunas familias de pescadores y agricultores que mantienen producción de olivares, y manejo de caprinos, como fuente de ingresos. La pesca es abundante en la zona.
La actividad minera también es factible de desarrollarse por la presencia de algunos yacimientos en las cercanías.

## Servicios
Actualmente la localidad tiene abastecimiento de agua potable rural y energía eléctrica a través de grupo electrógeno, por lo que se está postulando la construcción de la red eléctrica hasta el lugar.
Dicha localidad cuenta con un Centro de Madres, Posta Rural, Junta de Vecinos, Club Deportivo y Sindicato de Pescadores.

## Transporte
El acceso a la localidad es por la Ruta 5. Si uno se dirige a la localidad por el sur, se debe tomar el desvío Los Choros/Punta de Choros, si se dirige a la localidad desde el Norte, frente a la localidad de Domeyko se toma un desvío, la ruta C-500, camino ripiado en buen estado de 78 kilómetros.
- Desde Santiago de Chile el viaje dura aproximadamente 7 horas.
- Desde Vallenar los buses salen cada día miércoles y viernes al mediodía (3pm, al 2014-15) en Avenida Brasil y retorna los días domingos (4pm aprox, al 2014-15) con una duración estimada de 2 horas.
- Desde La Serena los buses salen todos los días a las 9:00.